# Symplocos suaveolens
Symplocos suaveolens là một loài thực vật có hoa trong họ Dung. Loài này được Klotzsch ex Brand miêu tả khoa học đầu tiên năm 1901.